# Nelli Feryabnikova
Nelli Feryabnikova, en russe : Нелли Васильевна Бильмайер-Ферябникова, née le 14 mai 1949 à Vorkouta, en RSFS de Russie, est une joueuse soviétique et russe de basket-ball. Elle évolue durant sa carrière au poste de pivot.

## Palmarès
- Championne olympique 1976
- Championne olympique 1980
- Championne du monde 1971
- Championne du monde 1975
- Championne d'Europe 1970
- Championne d'Europe 1972
- Championne d'Europe 1974
- Championne d'Europe 1976
- Championne d'Europe 1978